# 盧履謙
盧履謙，贵州黃平人，清朝官員，同進士出身。
嘉慶二十四年（1819年）清仁宗六旬己卯恩科進士，三甲八十八名，后事不詳。